# Una (district)
Una is een district in de Indiase deelstaat Himachal Pradesh. Het district heeft een oppervlakte van 1.540 km² en 448.273 inwoners (2001). Het bestuurlijke centrum bevindt zich in de gelijknamige stad Una.
Het grenst aan de districten Kangra, Hamirpur, Bilaspur en district Hoshiarpur (in Punjab).
Het district beslaat 1549 km2. Volgens de census van 2001 had het district 447.967 inwoners. De meeste inwoners zijn sikh of hindoe. De belangrijkste inkomstenbron is de landbouw, vooral maïs en graan.
Bilaspur · Chamba · Hamirpur · Kangra · Kinnaur · Kullu · Lahul and Spiti · Mandi · Shimla · Sirmaur · Solan · Una